# Janeene Vickers
Janeene Vickers, född den 3 oktober 1968, är en amerikansk före detta friidrottare som tävlade i häcklöpning.
Vickers hade en kort karriär som friidrottare under början av 1990-talet då hon deltog i två internationella mästerskap. Vid både VM 1991 i Tokyo och vid Olympiska sommarspelen 1992 blev hon bronsmedaljör på 400 meter häck.

## Personliga rekord
- 400 meter häck - 53,47